# Церква Різдва Івана Хрестителя (Баворів)
Церква Різдва Іоанна Хрестителя, колишня  призамкова каплиця  — пам'ятка архітектури національного значення в селі Баворів Тернопільського району Тернопільської області (охоронний номер 1597/0).

## Історія
Спочатку це була замкова каплиця, яку звели в XVI столітті родина Баворовських, церквою Різдва Івана Хрестителя стала з 1747 року — тоді каплицю дещо перебудували. Храм виконував свою місію до середини ХХ століття. У 1954 році його примусово переведено в підпорядкування Московському патріархату. А вже в 1961 року церкву взагалі закрила більшовицька влада і почала нищити все, що було цінним у храмі. Руйнації не оминула дзвіниця. Та баворівчанам у 1963–1964 роках вдалося врятувати церковні дзвони від знищення.
6 січня 1989 року відбулося друге народження храму, а 7 січня баворівчани уже колядували у стінах своєї церкви.
У 1990-х роках на парафії утворилось дві конфесії: УПЦ КП та УГКЦ, між якими почалися суперечки за право на церкву. Це призвело до того, що місцева влада на деякий час заборонила проводити відправи. Тільки за певний час вдалося досягнути порозуміння між громадами.
Нині Богослужіння відправляються почергово (вже більше як два десятиліття). Є навіть спільні відправи під час відзначення державних свят.
Настоятелем громади УГКЦ є отець Василь Брегін, ПЦУ — отець Микола Ковалик.

## Архітектура храму
Храм дуже простий, без архітектурних та скульптурних особливостей.